# Bundesstraße 16
De Bundesstraße 16 (ook wel B16) is een weg (bundesstraße) in de Duitse deelstaat Beieren.
De B16 begint bij Roding en loopt verder langs de steden Regensburg, Neustadt, Ingolstadt, Neuburg, Dillingen, Günzburg, Kaufbeuren en verder naar Füssen bij de Oostenrijkse grens. De B16 is ongeveer 340 km lang en loopt bij Günzburg langs Legoland Deutschland.

## Routebeschrijving
De weg begint in Roding op een kruising met de  85. De weg loopt in zuidoostelijke richting met een rondweg langs Walderbach, Nittenau, kruist de rivier de Regen, passeert Bernhardswald, Wenzenbach en Gonnersdorf met een rondweg.  De B16 komt nu in de stad Regensburg en kruist bij afrit Regensburg-Sallermühle de B15. De B16 sluit bij de afrit Regensburg-Nord aan op de  A93
Vervanging
Tussen de afrit Regensburg-Nord en afrit Regensburg-Süd vervangen door de A93.
Voortzetting
Vanaf afrit Regensburg-Süd A93 loopt de B16 verder door Pentling  langs Bad Abbach, Saal an der Donau, Abensberg  waar de B301 aansluit. Dan loopt de B16 langs Neustadt waar ze samenloopt met de B299 die bij afrit Neustadt/Mühlhausen weer afbuigt. De weg loopt verder langs Vohburg en Münchsmünster, waar zowel de B16a als de B300 aansluiten. De B16 loopt door  Ernsgaden en  Manching en kruist bij afrit Manching de A9. De B16 kruist bij afrit Manching-Oberstimm de B13  en loopt door Ingolstadt. De B16 loopt verder langs Zuchering, Hagau, Weichering, Neuburg an der Donau, Burgheim, Rain, Genderkingen en kruist bij afrit Donauwörth-Süd de B2. De B16 loopt langs de stad Donauwörth kruist  de Donau.  De weg loopt verder door Tapfheim, Schwenningen, Höchstädt an der Donau Dillingen, passeert Lauingen en Gundelfingen an der Donau met een rondweg. De weg kruist de Donau, daarna komt ze in de stad Günzburg. Daarna kruist De B16 bij afrit Günzburg de A8. De B16 loopt verder door Kötz, Ichenhausen, Neuburg, Wattenweiler, Krumbach waar ze de 300 kruist, loopt verder door Aletshausen, 
Breitenbrunn, Pfaffenhausen. Komt door Hausen en met een rondweg langs Mindelheim. De B16 kruist bij afrit Mindelsheim de A96. De B16 loopt verder door Dirlewang, Baisweil, Lauchdorf, Ingenried, Kaufbeuren, langs Biessenhofen en Marktoberdorf, waar ze samenloopt met de  B472. De B16 loopt verder  langs Stötten am Auerberg, langsRoßhaupten en Rieden am Forggensee. Dan komt de B16 door Füssen waar de B310 aansluit. De B16 eindigt op een kruising met de B17.
B2 · B2a · B2R · B3 · B4 · B4R · B8 · B10 · B11 · B12 · B13 · B13n · B14 · B15 · B15n · B16 · B17 · B18 · B19 · B20 · B21 · B22 · B23 · B25 · B26 · B26a · B27 · B28 · B28a · B29 · B30 · B31 · B31a · B32 · B33 · B33a · B34 · B35 · B36 · B37 · B38 · B38a · B39 · B44 · B45 · B47 · B85 · B89 · B131n · B173 · B276 · B278 · B279 · B285 · B286 · B287 · B289 · B290 · B291 · B292 · B293 · B294 · B295 · B296 · B297 · B298 · B299 · B300 · B301 · B302 · B303 · B304 · B305 · B306 · B307 · B308 · B309 · B310 · B311 · B312 · B313 · B314 · B315 · B316 · B317 · B318 · B319 · B340 · B378 · B388 · B415 · B425 · B426 · B462 · B463 · B464 · B465 · B466 · B467 · B468 · B469 · B470 · B471 · B472 · B491 · B492 · B500 · B505 · B512 · B523 · B532 · B533 · B535 · B588 · B999